# 近藤正次
近藤 正次（こんどう まさつぐ）は、戦国時代の武将、江戸幕府旗本。
井伊谷三人衆と呼ばれ後に井伊谷藩主となる近藤氏の傍流にあたる。代々松平・徳川氏に仕え、正次も父が仕えた徳川家康に仕える。天正18年（1590年）家康が関東に移封されると正次もそれに従い、武蔵国橘樹郡綱島に300石を知行し、18騎の頭に任じられる。天正19年（1591年）九戸政実の乱鎮圧に従軍。慶長5年（1600年）関ヶ原の戦いでは武功を上げ、永楽銭20貫と感状を賜わっている。慶長19年（1614年）と慶長20年（1615年）の大坂の陣にも従軍した。その後は将軍徳川家光の弟である徳川忠長の家臣に付けられる。寛永8年（1631年）以降に忠長が失脚すると、嫡子の正勝は家光に再度召し出されたが、自身は再仕官せずに余生を過ごした。